# Terroristars
Terroristars fue un grupo de metal alternativo de Madrid (España) formado en 2002 por Curtonates. Aparte de la dureza de sus canciones, no en vano citan como mayor influencia a Brujería, el combo destaca por buscar una imagen y puesta en escena impactante.

## Historia
Terroristars se forman en 2002 por Curtonates (nombre original: David Curto Nates). Tras meses de preparación la primera formación de Terroristars ya estaba lista con Solano al bajo, Tornado a la batería, Carlosbokor a la guitarra, Herrero a la segunda guitarra y Curtonates como vocalista.
Con esta formación sacaron su primer demo llamada demopro 2002 producida por el ya fallecido Big Simon.
Al poco la formación cambia y Solano, Tornado y Carlos Bokor dejan el grupo entrando en su lugar: Santos (guitarra), Cabrera (Manu Fernández (Tute)) (bajo) y Chan (batería).
Poco a poco fueron ganando posiciones y consiguieron unos pocos de fanes por toda España.
Tras participar en el festival de "Villa de Bilbao" y quedar terceros, se ponen en marcha para grabar su primer disco que estudio. Lo produciría Big Simon y las mezclas se harían en Suecia por Fredrik Nordström (Dimmu Borgir, In Flames, Arch Enemy). Después, el disco iría hasta Finlandia, hasta los Finnvox Studios en Helsinki, donde Mika Jussila (Children of Bodom, Therion) dirigiría la masterización. Un tándem que permitió que el viernes 13 de febrero de 2004 saliera a la venta su primer disco, Satanistars.
Justo antes de salir el disco a la venta hubo nuevos cambios en la formación. Cabrera dejó la banda tras desacuerdos con Curtonates y Santos, entrando posteriormente en el bajo Putas. Tras esto, dejaría la batería Chan, para incorporarse Brenestorm.
El disco se edita en toda Europa, por lo cual ganan fanes (Terroryonkis) en todo el continente. Y meten la canción Choque 2004 en la película Ouija. Son entrevistados en la revista inglesa Bizarre y ganan el festival Festimad. Llega 2004 y Terroristars se deshace quedando como único miembro Curtonantes; además su página web fue secuestrada.[cita requerida] Entonces Curtonantes contacta con un músico que estuvo a punto de tocar en Terroristars en el principio: Furnicator (exbatería de Avulsed), por lo cual Furnicator se une al grupo como guitarrista. Luego entra un nuevo batería Sr. Delacalle.
Pasarían todavía algunos meses antes de completar la formación que quedaría completa con Podrideath al bajo y con Herr Mess a la 2ª guitarra.
Ya lista la formación en 2006 llevan 2 años preparándose para su nuevo disco, pero una semana antes de entrar a grabar el productor Big Simon muere. Curtonates y Furnicator serán entonces los encargados de producir el nuevo disco. El disco viaja a Bilbao donde Carlos Creator lo mezcla.
Después de un año nace Made in Hellspain. De nuevo, antes de salir el disco hay un nuevo cambio en la formación. Podrideath cede su puesto de bajista a DFcAtor.
En 2009 se grabó el nuevo disco Macabracadabra, pero no llegó a publicarse. Únicamente se pueden escuchar dos adelantos y en sus últimos conciertos se tocaron temas del nuevo disco.
Curtonates entra en el grupo Sindicato Del Crimen como vocalista junto a Terry pero al poco tiempo de la salida de XYY, se marcha otra vez y se dice que Terroristars lo dejaron en receso indefinido.

## Estilo musical
Sus referencias al hablar de su estilo musical son grupos de Heavy metal como Pantera, Slayer, At The Gates, Sepultura, Brujería, The Haunted, Machine Head, Hamlet, Ktulu y Avulsed.
También se ven influenciados por grupos death metaleros como: Obituary, Death, Deicide, Dying Fetus, Morbid Angel, Fermento... 
E incluso grupos clásicos de Black metal como: Mayhem, Burzum, Satyricon, Dimmu Borgir, Old Man's Child...
Aunque estéticamente por grupos más clásicos como: Kiss, White Zombie, Alice Cooper, The Misfits, GWAR o Cradle Of Filth.

## Letras
Las Letras de Terroristars hablan de la violencia, el dolor y la frustración. Tanto como varias quejas al gobierno como en el siguiente fragmento de Santa Agonía:

El gobierno es la policía de la megaindustria, 

Han vendido su alma y su culo por tanto dinero, 

El gobierno es tu enemigo, Kill the power!! 
.

Respuesta de Curtonantes en una entrevista a la pregunta de qué expresan sus letras:

"Las letras de Terroristars son como una cloaca donde tiras toda la mierda. O también como sacar la basura de casa para que ella no te coma a ti. No sé, son un fiel reflejo de la sociedad deshumanizada y decadente en la que vivimos. Soltamos mucha mierda porque hay mucha mierda; y la gente que nos tacha de que tenemos letras infantiles debería mirarlas bajo otro prisma; no tomárselas al pie de la letra. Seguro que también hay cosas buenas en la vida, pero a nosotros nos manda el mismísimo Satán.".

## Componentes
- Curtonates: Voz
- Furnicator: Guitarra
- Herr Mess: 2ª Guitarra
- DFcAtor: Bajo
- Sr. Delacalle: Batería

## Discografía
- Demo (Terror Industrias, 2003)
- Satanistars (Terror Industrias / Peer Music / El Diablo! Discos, 2004)
- Made In HellSpain (Terror Industrias, 2007)